# Lignes routières Aléop en Loire-Atlantique
Lignes routières Aléop en Loire-Atlantique.

## Présentation
En Loire-Atlantique, le réseau Aléop est composé de 33 lignes départementales. La majorité de ces lignes permettent de rejoindre Nantes ou une commune de son agglomération et ont pour terminus un pole d'échange, dont les principaux sont Pirmil, Beauséjour, le Cardo, Bourdonnières et Haluchère-Batignolles, permettant ainsi des correspondances avec le tramway ou le Busway. Certains courses sont prolongées dans le centre de Nantes pour desservir la gare de Nantes. Les lignes ne desservant pas l'agglomération nantaise ont pour destination Saint-Nazaire et sont en correspondance à la gare de Saint-Nazaire avec la ligne Hélyce.
Certaines lignes présentent une particularité :
- la ligne 300 est une ligne à haut niveau de service ;
- les lignes 309 et 313 sont des lignes express ;
- la ligne 314 est une ligne à vocation scolaire ;
- les lignes 347 et 349 sont des navettes en correspondance avec le tram-train ;
- la ligne T5 est mutualisée avec le réseau Ycéo.

Des lignes Aléop régionales ou des départements voisins circulent également en Loire-Atlantique :
- pour les lignes 7, 12, 13 et 18, voir Aléop en TER ;
- pour la ligne 140, voir lignes routières Aléop en Mayenne ;
- pour les lignes 401, 408, 424 et 424M, voir lignes routières Aléop en Maine-et-Loire.

La ligne 67 du réseau TAN reliant Thouaré-sur-Loire, Mauves-sur-Loire et Le Cellier accepte la tarification TAN uniquement entre Thouaré-sur-Loire et Mauves-sur-Loire. La commune du Cellier, située en dehors du périmètre de Nantes Métropole, est accessible avec la tarification Aléop. Toutefois, cette ligne n'est pas intégrée à l'offre Aléop.

## Histoire
Le réseau Aléop est créé en février 2019 en remplacement des anciens réseaux départementaux. En Loire-Atlantique, les lignes Aléop sont issues du réseau Lila. Le premier changement majeur intervient en septembre 2019 avec la modification des numéros de ligne qui se retrouvent ainsi harmonisés à l'échelle de la région et sans doublon, suivi en 2021 par la modification des couleurs de ligne.
| Ancien numéro | Nouveau numéro | Ancienne couleur | Nouvelle couleur |
| ------------- | -------------- | ---------------- | ---------------- |
| Lila Premier  | 300            |                  |                  |
| 1             | 301            |                  |                  |
| 3             | 303            |                  |                  |
| 4             | 304            |                  |                  |
| 10            | 310            |                  |                  |
| 10E           | 309            |                  |                  |
| 11            | 311            |                  |                  |
| 12            | 312            |                  |                  |
| 12E           | 313            |                  |                  |
| 12S           | 314            |                  |                  |
| 15            | 315            |                  |                  |
| 16            | 316            |                  |                  |
| 17            | 317            |                  |                  |
| 20            | 320            |                  |                  |
| 22            | 322            |                  |                  |
| 24            | 324            |                  |                  |
| 30            | 330            |                  |                  |
| 31            | 331            |                  |                  |
| 32            | 332            |                  |                  |
| 33            | 333            |                  |                  |
| 44            | 344            |                  |                  |
| 46            | 346            |                  |                  |
| 48            | 348            |                  |                  |
| 50            | 350            |                  |                  |
| 59            | 359            |                  |                  |
| 60            | 360            |                  |                  |
| 62            | 362            |                  |                  |
| 71            | 371            |                  |                  |
| 180           | 80             |                  |                  |
| 270           | 70             |                  |                  |
| 290           | 90             |                  |                  |
| N1            | 347            |                  |                  |
| N2            | 349            |                  |                  |
| T5            | T5             |                  |                  |
| T5 ESAT       | T5 ESAT        |                  |                  |

Par ailleurs, plusieurs adaptations d'itinéraires ont eu lieu au fil des années :
- remplacement du Castelbus par le C'bus en septembre 2019 ;
- suppression de la branche de la ligne 303 Arthon - Pornic via Bourgneuf en 2020 ;
- prolongement de la ligne 348 jusqu'à La Meilleraye en 2020 ;
- desserte de Saffré par la ligne 310 depuis 2020 ;
- transfert du C'bus à la Communauté de communes Châteaubriant-Derval en janvier 2021 ;
- prolongement de la ligne 300 jusqu'à Casson en 2021 ;
- suppression de la desserte de Brains par la ligne 301 en 2021 ;
- restructuration du secteur sud-est en 2022 (remplacement des lignes 70/80/90/304 par les lignes 370/380/580/590).

## Liste des lignes

### Lignes actuelles
| Ligne   | Caractéristiques | Caractéristiques                                             | Caractéristiques                                             | Caractéristiques                                             | Caractéristiques                                             | Caractéristiques                                             | Caractéristiques                                             | Caractéristiques                                             | Caractéristiques                                             |
| 300     | Casson ⥋ Nantes Gare SNCF | Casson ⥋ Nantes Gare SNCF                                    | Casson ⥋ Nantes Gare SNCF                                    | Casson ⥋ Nantes Gare SNCF                                    | Casson ⥋ Nantes Gare SNCF                                    | Casson ⥋ Nantes Gare SNCF                                    | Casson ⥋ Nantes Gare SNCF                                    | Casson ⥋ Nantes Gare SNCF                                    | Casson ⥋ Nantes Gare SNCF                                    |
| ------- | --- | ------------------------------------------------------------ | ------------------------------------------------------------ | ------------------------------------------------------------ | ------------------------------------------------------------ | ------------------------------------------------------------ | ------------------------------------------------------------ | ------------------------------------------------------------ | ------------------------------------------------------------ |
| 300     | Ouverture / Fermeture 2013 / — | Longueur —                                                   | Durée —                                                      | Nb. d’arrêts —                                               | Matériel —                                                   | Jours de fonctionnement L, Ma, Me, J, V, S, D                | Jour / Soir / Nuit / Fêtes O / O / O / O                     | Voy. / an —                                                  | Exploitants Keolis Atlantique Brodu                          |
| 300     | Desserte : - Villes et lieux desservis : Casson, Grandchamp-des-Fontaines, Treillières, Orvault, Nantes. - Stations du Tramway de Nantes et gares desservies : Gare de Nantes, Hôtel Dieu, Place du Cirque, Le Cardo. |                                                              |                                                              |                                                              |                                                              |                                                              |                                                              |                                                              |                                                              |
| 300     | Autre : - Amplitudes horaires : La ligne circule du lundi au vendredi de 6 h 20 à 20 h 20 (1 h 20 le vendredi), le samedi de 7 h 30 à 1 h 20 et le dimanche de 12 h à 20 h. - Particularités : la ligne 300 est une ligne à haut niveau de service, mise en service en 2013 sous le nom de Lila Premier. La ligne a une fréquence élevée, une large amplitude horaire et circule les vendredis et samedis en soirée. Les véhicules sont équipés d'écrans d'information voyageur et de Wi-Fi Haut débit gratuit. |                                                              |                                                              |                                                              |                                                              |                                                              |                                                              |                                                              |                                                              |
| 300     | Dernière actualisation : — |                                                              |                                                              |                                                              |                                                              |                                                              |                                                              |                                                              |                                                              |
| 301     | Saint-Père-en-Retz / Paimbœuf ⥋ Nantes Pirmil | Saint-Père-en-Retz / Paimbœuf ⥋ Nantes Pirmil                | Saint-Père-en-Retz / Paimbœuf ⥋ Nantes Pirmil                | Saint-Père-en-Retz / Paimbœuf ⥋ Nantes Pirmil                | Saint-Père-en-Retz / Paimbœuf ⥋ Nantes Pirmil                | Saint-Père-en-Retz / Paimbœuf ⥋ Nantes Pirmil                | Saint-Père-en-Retz / Paimbœuf ⥋ Nantes Pirmil                | Saint-Père-en-Retz / Paimbœuf ⥋ Nantes Pirmil                | Saint-Père-en-Retz / Paimbœuf ⥋ Nantes Pirmil                |
| 301     | Ouverture / Fermeture — / — | Longueur —                                                   | Durée —                                                      | Nb. d’arrêts —                                               | Matériel —                                                   | Jours de fonctionnement L, Ma, Me, J, V, S, D                | Jour / Soir / Nuit / Fêtes O / N / N / N                     | Voy. / an —                                                  | Exploitants STAO PL Voyages Quérard                          |
| 301     | Desserte : - Villes et lieux desservis : Saint-Père-en-Retz, Chaumes-en-Retz, Paimbœuf, Saint-Viaud, Frossay, Vue, Rouans, Cheix-en-Retz, Rezé, Nantes. - Stations du Tramway de Nantes desservies : Pirmil. |                                                              |                                                              |                                                              |                                                              |                                                              |                                                              |                                                              |                                                              |
| 301     | Autre : - Amplitudes horaires : La ligne circule du lundi au vendredi de 6 h 20 à 20 h, le samedi de 8 h 10 à 19 h 50 et le dimanche de 18 h 40 à 19 h 40. - Particularité : l'été, la ligne est prolongée jusqu'à Saint-Brevin-les-Pins - Date de dernière mise à jour : 1er septembre 2021. |                                                              |                                                              |                                                              |                                                              |                                                              |                                                              |                                                              |                                                              |
| 301     | Dernière actualisation : — |                                                              |                                                              |                                                              |                                                              |                                                              |                                                              |                                                              |                                                              |
| 303     | Saint-Michel-Chef-Chef ⥋ Nantes Pirmil | Saint-Michel-Chef-Chef ⥋ Nantes Pirmil                       | Saint-Michel-Chef-Chef ⥋ Nantes Pirmil                       | Saint-Michel-Chef-Chef ⥋ Nantes Pirmil                       | Saint-Michel-Chef-Chef ⥋ Nantes Pirmil                       | Saint-Michel-Chef-Chef ⥋ Nantes Pirmil                       | Saint-Michel-Chef-Chef ⥋ Nantes Pirmil                       | Saint-Michel-Chef-Chef ⥋ Nantes Pirmil                       | Saint-Michel-Chef-Chef ⥋ Nantes Pirmil                       |
| 303     | Ouverture / Fermeture — / — | Longueur —                                                   | Durée —                                                      | Nb. d’arrêts —                                               | Matériel —                                                   | Jours de fonctionnement L, Ma, Me, J, V, S, D                | Jour / Soir / Nuit / Fêtes O / N / N / O                     | Voy. / an —                                                  | Exploitants STAO PL Voyages Lefort                           |
| 303     | Desserte : - Villes et lieux desservis : Saint-Michel-Chef-Chef, La Plaine-sur-Mer, Préfailles, Pornic, Chauvé, Chaumes-en-Retz, Saint-Hilaire de Chaléons, Port-Saint-Père, Saint-Léger-les-Vignes, Rezé, Nantes. - Stations du Tramway de Nantes : Pirmil. |                                                              |                                                              |                                                              |                                                              |                                                              |                                                              |                                                              |                                                              |
| 303     | Autre : - Amplitudes horaires : La ligne circule du lundi au vendredi de 5 h 30 à 20 h 30, le samedi de 6 h 30 à 20 h 30 et le dimanche de 9 h 45 à 20 h 30. - Date de dernière mise à jour : 1er septembre 2021. |                                                              |                                                              |                                                              |                                                              |                                                              |                                                              |                                                              |                                                              |
| 303     | Dernière actualisation : — |                                                              |                                                              |                                                              |                                                              |                                                              |                                                              |                                                              |                                                              |
| 309     | 309 (310 Express) | 309 (310 Express)                                            | 309 (310 Express)                                            | 309 (310 Express)                                            | 309 (310 Express)                                            | 309 (310 Express)                                            | 309 (310 Express)                                            | 309 (310 Express)                                            | 309 (310 Express)                                            |
| 309     | Nozay ⥋ Nantes Gare SNCF |                                                              |                                                              |                                                              |                                                              |                                                              |                                                              |                                                              |                                                              |
| 309     | Ouverture / Fermeture — / — | Longueur —                                                   | Durée —                                                      | Nb. d’arrêts —                                               | Matériel —                                                   | Jours de fonctionnement L, Ma, Me, J, V, S, D                | Jour / Soir / Nuit / Fêtes O / N / N / O                     | Voy. / an —                                                  | Exploitant Keolis Atlantique                                 |
| 309     | Desserte : - Villes et lieux desservis : Nozay, Puceul, Orvault, Nantes. - Stations du Tramway de Nantes et gares desservies : Le Cardo, Viarme-Talensac, Place du Cirque, Hôtel Dieu, Gare de Nantes. |                                                              |                                                              |                                                              |                                                              |                                                              |                                                              |                                                              |                                                              |
| 309     | Autre : - Amplitudes horaires : La ligne circule du lundi au vendredi de 6 h 50 à 20 h, le samedi de 7 h 45 à 19 h et le dimanche de 17 h à 20 h 30. - Particularité : cette ligne correspond aux services express de la ligne 310 - Date de dernière mise à jour : 1er septembre 2021. |                                                              |                                                              |                                                              |                                                              |                                                              |                                                              |                                                              |                                                              |
| 309     | Dernière actualisation : — |                                                              |                                                              |                                                              |                                                              |                                                              |                                                              |                                                              |                                                              |
| 310     | Guémené-Penfao ⥋ Nantes Gare SNCF | Guémené-Penfao ⥋ Nantes Gare SNCF                            | Guémené-Penfao ⥋ Nantes Gare SNCF                            | Guémené-Penfao ⥋ Nantes Gare SNCF                            | Guémené-Penfao ⥋ Nantes Gare SNCF                            | Guémené-Penfao ⥋ Nantes Gare SNCF                            | Guémené-Penfao ⥋ Nantes Gare SNCF                            | Guémené-Penfao ⥋ Nantes Gare SNCF                            | Guémené-Penfao ⥋ Nantes Gare SNCF                            |
| 310     | Ouverture / Fermeture — / — | Longueur —                                                   | Durée —                                                      | Nb. d’arrêts —                                               | Matériel —                                                   | Jours de fonctionnement L, Ma, Me, J, V, S, D                | Jour / Soir / Nuit / Fêtes O / N / N / O                     | Voy. / an —                                                  | Exploitant Keolis Atlantique                                 |
| 310     | Desserte : - Villes et lieux desservis : Guémené-Penfao, Conquereuil, Pierric, Derval, Jans, Nozay, Marsac-sur-Don, Vay, La Grigonnais, Puceul, La Chevallerais, Saffré, Héric, Orvault, Nantes. - Stations du Tramway de Nantes et gares desservies : Le Cardo, Viarme-Talensac, Place du Cirque, Hôtel Dieu, Gare de Nantes. |                                                              |                                                              |                                                              |                                                              |                                                              |                                                              |                                                              |                                                              |
| 310     | Autre : - Amplitudes horaires : La ligne circule du lundi au vendredi de 5 h 50 à 19 h 45 (20 h 30 le vendredi), le samedi de 8 h à 20 h 30 et le dimanche de 17 h 55 à 20 h 40. - Date de dernière mise à jour : 1er septembre 2021. |                                                              |                                                              |                                                              |                                                              |                                                              |                                                              |                                                              |                                                              |
| 310     | Dernière actualisation : — |                                                              |                                                              |                                                              |                                                              |                                                              |                                                              |                                                              |                                                              |
| 311     | Plessé Place du Lion d'or ⥋ Nantes Gare SNCF | Plessé Place du Lion d'or ⥋ Nantes Gare SNCF                 | Plessé Place du Lion d'or ⥋ Nantes Gare SNCF                 | Plessé Place du Lion d'or ⥋ Nantes Gare SNCF                 | Plessé Place du Lion d'or ⥋ Nantes Gare SNCF                 | Plessé Place du Lion d'or ⥋ Nantes Gare SNCF                 | Plessé Place du Lion d'or ⥋ Nantes Gare SNCF                 | Plessé Place du Lion d'or ⥋ Nantes Gare SNCF                 | Plessé Place du Lion d'or ⥋ Nantes Gare SNCF                 |
| 311     | Ouverture / Fermeture — / — | Longueur —                                                   | Durée —                                                      | Nb. d’arrêts —                                               | Matériel —                                                   | Jours de fonctionnement L, Ma, Me, J, V, S                   | Jour / Soir / Nuit / Fêtes O / N / N / N                     | Voy. / an —                                                  | Exploitant Keolis Atlantique                                 |
| 311     | Desserte : - Villes et lieux desservis : Plessé, Le Gâvre, Blain, La Chevallerais, Héric, Orvault, Nantes. - Stations du Tramway de Nantes et gares desservies : Le Cardo, Viarme-Talensac, Place du cirque, Hôtel Dieu, Gare de Nantes. |                                                              |                                                              |                                                              |                                                              |                                                              |                                                              |                                                              |                                                              |
| 311     | Autre : - Amplitudes horaires : La ligne circule du lundi au vendredi de 6 h 20 à 20 h 30 et le samedi de 7 h 40 à 19 h 40. - Date de dernière mise à jour : 1er septembre 2021. |                                                              |                                                              |                                                              |                                                              |                                                              |                                                              |                                                              |                                                              |
| 311     | Dernière actualisation : — |                                                              |                                                              |                                                              |                                                              |                                                              |                                                              |                                                              |                                                              |
| 312     | Touvois ⥋ Nantes Gare SNCF | Touvois ⥋ Nantes Gare SNCF                                   | Touvois ⥋ Nantes Gare SNCF                                   | Touvois ⥋ Nantes Gare SNCF                                   | Touvois ⥋ Nantes Gare SNCF                                   | Touvois ⥋ Nantes Gare SNCF                                   | Touvois ⥋ Nantes Gare SNCF                                   | Touvois ⥋ Nantes Gare SNCF                                   | Touvois ⥋ Nantes Gare SNCF                                   |
| 312     | Ouverture / Fermeture — / — | Longueur —                                                   | Durée —                                                      | Nb. d’arrêts —                                               | Matériel —                                                   | Jours de fonctionnement L, Ma, Me, J, V, S, D                | Jour / Soir / Nuit / Fêtes O / N / N / O                     | Voy. / an —                                                  | Exploitants Autocars Groussin STAO PL                        |
| 312     | Desserte : - Villes et lieux desservis : Saint-Sébastien-sur-Loire, Nantes, Rezé, Pont-Saint-Martin, La Chevrolière, Saint-Philbert-de-Grand-Lieu, Saint-Colomban, La Limouzinière, Corcoué-sur-Logne, Legé, Touvois, La Marne, Saint-Lumine-de-Coutais. - Stations du Tramway de Nantes et gares desservies : Gare de Rezé-Pont-Rousseau, Pirmil, Hôtel Dieu, Gare de Nantes. |                                                              |                                                              |                                                              |                                                              |                                                              |                                                              |                                                              |                                                              |
| 312     | Autre : - Amplitudes horaires : La ligne circule du lundi au vendredi de 6 h à 20 h 20, le samedi de 6 h 50 à 19 h 40, le dimanche de 11 h à 20 h. - Date de dernière mise à jour : 1er septembre 2021. |                                                              |                                                              |                                                              |                                                              |                                                              |                                                              |                                                              |                                                              |
| 312     | Dernière actualisation : — |                                                              |                                                              |                                                              |                                                              |                                                              |                                                              |                                                              |                                                              |
| 313     | 313 (312 Express) | 313 (312 Express)                                            | 313 (312 Express)                                            | 313 (312 Express)                                            | 313 (312 Express)                                            | 313 (312 Express)                                            | 313 (312 Express)                                            | 313 (312 Express)                                            | 313 (312 Express)                                            |
| 313     | Corcoué-sur-Logne ⥋ Saint-Sébastien-sur-Loire |                                                              |                                                              |                                                              |                                                              |                                                              |                                                              |                                                              |                                                              |
| 313     | Ouverture / Fermeture — / — | Longueur —                                                   | Durée —                                                      | Nb. d’arrêts —                                               | Matériel —                                                   | Jours de fonctionnement L, Ma, Me, J, V                      | Jour / Soir / Nuit / Fêtes O / N / N / N                     | Voy. / an —                                                  | Exploitant Autocars Groussin                                 |
| 313     | Desserte : - Villes et lieux desservis : Corcoué-sur-Logne, La Limouzinière, Saint-Colomban, La Marne, Saint-Philbert-de-Grand-Lieu, La Chevrolière, Nantes, Saint-Sébastien-sur-Loire. |                                                              |                                                              |                                                              |                                                              |                                                              |                                                              |                                                              |                                                              |
| 313     | Autre : - Amplitudes horaires : La ligne circule du lundi au vendredi de 6 h 50 à 19 h 20. - Date de dernière mise à jour : 1er septembre 2021. |                                                              |                                                              |                                                              |                                                              |                                                              |                                                              |                                                              |                                                              |
| 313     | Dernière actualisation : — |                                                              |                                                              |                                                              |                                                              |                                                              |                                                              |                                                              |                                                              |
| 314     | 314 (312 Scolaire) | 314 (312 Scolaire)                                           | 314 (312 Scolaire)                                           | 314 (312 Scolaire)                                           | 314 (312 Scolaire)                                           | 314 (312 Scolaire)                                           | 314 (312 Scolaire)                                           | 314 (312 Scolaire)                                           | 314 (312 Scolaire)                                           |
| 314     | Saint-Philbert-de-Grand-Lieu ⥋ Nantes Pirmil |                                                              |                                                              |                                                              |                                                              |                                                              |                                                              |                                                              |                                                              |
| 314     | Ouverture / Fermeture — / — | Longueur —                                                   | Durée —                                                      | Nb. d’arrêts —                                               | Matériel —                                                   | Jours de fonctionnement L, Ma, Me, J, V                      | Jour / Soir / Nuit / Fêtes O / N / N / N                     | Voy. / an —                                                  | Exploitant Autocars Groussin                                 |
| 314     | Desserte : - Villes et lieux desservis : Nantes, Rezé, Pont-Saint-Martin, La Chevrolière, Saint-Philbert-de-Grand-Lieu. - Stations du Tramway de Nantes : Espace Diderot, Pirmil. |                                                              |                                                              |                                                              |                                                              |                                                              |                                                              |                                                              |                                                              |
| 314     | Autre : - Amplitudes horaires : La ligne circule du lundi au vendredi avec des horaires scolaires. - Particularités : - Accessible à tous les usagers mais les horaires sont adaptés aux horaires des établissements scolaires. - Cette ligne ne circule pas l'été. - Date de dernière mise à jour : 1er septembre 2021. |                                                              |                                                              |                                                              |                                                              |                                                              |                                                              |                                                              |                                                              |
| 314     | Dernière actualisation : — |                                                              |                                                              |                                                              |                                                              |                                                              |                                                              |                                                              |                                                              |
| 315     | Préfailles ⥋ Saint-Nazaire Gare SNCF | Préfailles ⥋ Saint-Nazaire Gare SNCF                         | Préfailles ⥋ Saint-Nazaire Gare SNCF                         | Préfailles ⥋ Saint-Nazaire Gare SNCF                         | Préfailles ⥋ Saint-Nazaire Gare SNCF                         | Préfailles ⥋ Saint-Nazaire Gare SNCF                         | Préfailles ⥋ Saint-Nazaire Gare SNCF                         | Préfailles ⥋ Saint-Nazaire Gare SNCF                         | Préfailles ⥋ Saint-Nazaire Gare SNCF                         |
| 315     | Ouverture / Fermeture — / — | Longueur —                                                   | Durée —                                                      | Nb. d’arrêts —                                               | Matériel —                                                   | Jours de fonctionnement L, Ma, Me, J, V, S, D                | Jour / Soir / Nuit / Fêtes O / O / N / O                     | Voy. / an —                                                  | Exploitant Voyages Quérard                                   |
| 315     | Desserte : - Villes et lieux desservis : Préfailles, La Plaine-sur-Mer, Pornic, Saint-Michel-Chef-Chef, Saint-Brevin-les-Pins, Trignac, Saint-Nazaire. - Gares desservies : Gare de Pornic, Gare de Saint-Nazaire. |                                                              |                                                              |                                                              |                                                              |                                                              |                                                              |                                                              |                                                              |
| 315     | Autre : - Amplitudes horaires : La ligne circule du lundi au vendredi de 5 h 50 à 21 h 30, le samedi de 5 h 50 à 20 h 40 et le dimanche de 9 h 30 à 20 h 10. - Date de dernière mise à jour : 1er septembre 2021. |                                                              |                                                              |                                                              |                                                              |                                                              |                                                              |                                                              |                                                              |
| 315     | Dernière actualisation : — |                                                              |                                                              |                                                              |                                                              |                                                              |                                                              |                                                              |                                                              |
| 316     | Frossay ⥋ Saint-Nazaire Gare SNCF | Frossay ⥋ Saint-Nazaire Gare SNCF                            | Frossay ⥋ Saint-Nazaire Gare SNCF                            | Frossay ⥋ Saint-Nazaire Gare SNCF                            | Frossay ⥋ Saint-Nazaire Gare SNCF                            | Frossay ⥋ Saint-Nazaire Gare SNCF                            | Frossay ⥋ Saint-Nazaire Gare SNCF                            | Frossay ⥋ Saint-Nazaire Gare SNCF                            | Frossay ⥋ Saint-Nazaire Gare SNCF                            |
| 316     | Ouverture / Fermeture — / — | Longueur —                                                   | Durée —                                                      | Nb. d’arrêts —                                               | Matériel —                                                   | Jours de fonctionnement L, Ma, Me, J, V, S, D                | Jour / Soir / Nuit / Fêtes O / N / N / O                     | Voy. / an —                                                  | Exploitant Voyages Quérard                                   |
| 316     | Desserte : - Villes et lieux desservis : Frossay, Saint-Viaud, Paimboeuf, Corsept, Saint-Brevin-les-Pins, Trignac, Saint-Nazaire. - Gares desservies : Gare de Saint-Nazaire. |                                                              |                                                              |                                                              |                                                              |                                                              |                                                              |                                                              |                                                              |
| 316     | Autre : - Amplitudes horaires : La ligne circule du lundi au samedi de 6 h 20 à 20 h 30, le dimanche de 10 h à 19 h 30. - Date de dernière mise à jour : 1er septembre 2021. |                                                              |                                                              |                                                              |                                                              |                                                              |                                                              |                                                              |                                                              |
| 316     | Dernière actualisation : — |                                                              |                                                              |                                                              |                                                              |                                                              |                                                              |                                                              |                                                              |
| 317     | Saint-Brevin-les-Pins ⥋ Saint-Nazaire Gare SNCF | Saint-Brevin-les-Pins ⥋ Saint-Nazaire Gare SNCF              | Saint-Brevin-les-Pins ⥋ Saint-Nazaire Gare SNCF              | Saint-Brevin-les-Pins ⥋ Saint-Nazaire Gare SNCF              | Saint-Brevin-les-Pins ⥋ Saint-Nazaire Gare SNCF              | Saint-Brevin-les-Pins ⥋ Saint-Nazaire Gare SNCF              | Saint-Brevin-les-Pins ⥋ Saint-Nazaire Gare SNCF              | Saint-Brevin-les-Pins ⥋ Saint-Nazaire Gare SNCF              | Saint-Brevin-les-Pins ⥋ Saint-Nazaire Gare SNCF              |
| 317     | Ouverture / Fermeture — / — | Longueur —                                                   | Durée —                                                      | Nb. d’arrêts —                                               | Matériel —                                                   | Jours de fonctionnement L, Ma, Me, J, V, S, D                | Jour / Soir / Nuit / Fêtes O / N / N / O                     | Voy. / an —                                                  | Exploitant Voyages Quérard                                   |
| 317     | Desserte : - Villes et lieux desservis : Saint-Brevin-les-Pins, Trignac, Saint-Nazaire. - Gares desservies : Gare de Saint-Nazaire. |                                                              |                                                              |                                                              |                                                              |                                                              |                                                              |                                                              |                                                              |
| 317     | Autre : - Amplitudes horaires : La ligne circule du lundi au vendredi de 6 h 20 à 19 h 40, le samedi de 7 h 10 à 19 h 40 et le dimanche de 10 h 20 à 19 h. - Particularité : le transport de vélos est possible sur réservation préalable, entre certains arrêts. - Date de dernière mise à jour : 1er septembre 2021. |                                                              |                                                              |                                                              |                                                              |                                                              |                                                              |                                                              |                                                              |
| 317     | Dernière actualisation : — |                                                              |                                                              |                                                              |                                                              |                                                              |                                                              |                                                              |                                                              |
| 320     | Savenay Gare SNCF ⥋ Nantes Gare SNCF | Savenay Gare SNCF ⥋ Nantes Gare SNCF                         | Savenay Gare SNCF ⥋ Nantes Gare SNCF                         | Savenay Gare SNCF ⥋ Nantes Gare SNCF                         | Savenay Gare SNCF ⥋ Nantes Gare SNCF                         | Savenay Gare SNCF ⥋ Nantes Gare SNCF                         | Savenay Gare SNCF ⥋ Nantes Gare SNCF                         | Savenay Gare SNCF ⥋ Nantes Gare SNCF                         | Savenay Gare SNCF ⥋ Nantes Gare SNCF                         |
| 320     | Ouverture / Fermeture — / — | Longueur —                                                   | Durée —                                                      | Nb. d’arrêts —                                               | Matériel —                                                   | Jours de fonctionnement L, Ma, Me, J, V, S                   | Jour / Soir / Nuit / Fêtes O / N / N / N                     | Voy. / an —                                                  | Exploitant Keolis Atlantique                                 |
| 320     | Desserte : - Villes et lieux desservis : Nantes, Orvault, Saint-Herblain, Sautron, Vigneux-de-Bretagne, Le Temple-de-Bretagne, Cordemais, Bouée, Malville, Savenay. - Stations du Tramway de Nantes et gares desservies : Gare de Nantes, Hotel Dieu, Place du Cirque, Talensac, Beauséjour, Morlière, Gare de Cordemais, Gare de Savenay. |                                                              |                                                              |                                                              |                                                              |                                                              |                                                              |                                                              |                                                              |
| 320     | Autre : - Amplitudes horaires : La ligne circule du lundi au vendredi de 6 h 30 à 20 h 30 et le samedi de 8 h à 19 h 40. - Date de dernière mise à jour : 1er septembre 2021. |                                                              |                                                              |                                                              |                                                              |                                                              |                                                              |                                                              |                                                              |
| 320     | Dernière actualisation : — |                                                              |                                                              |                                                              |                                                              |                                                              |                                                              |                                                              |                                                              |
| 322     | Héric ZA de l'Érette ⥋ Nantes Gare SNCF | Héric ZA de l'Érette ⥋ Nantes Gare SNCF                      | Héric ZA de l'Érette ⥋ Nantes Gare SNCF                      | Héric ZA de l'Érette ⥋ Nantes Gare SNCF                      | Héric ZA de l'Érette ⥋ Nantes Gare SNCF                      | Héric ZA de l'Érette ⥋ Nantes Gare SNCF                      | Héric ZA de l'Érette ⥋ Nantes Gare SNCF                      | Héric ZA de l'Érette ⥋ Nantes Gare SNCF                      | Héric ZA de l'Érette ⥋ Nantes Gare SNCF                      |
| 322     | Ouverture / Fermeture — / — | Longueur —                                                   | Durée —                                                      | Nb. d’arrêts —                                               | Matériel —                                                   | Jours de fonctionnement L, Ma, Me, J, V                      | Jour / Soir / Nuit / Fêtes O / N / N / N                     | Voy. / an —                                                  | Exploitants Transports Brodu Keolis Atlantique               |
| 322     | Desserte : - Villes et lieux desservis : Héric, Grandchamp-des-Fontaines, Treillières, La Chapelle-sur-Erdre, Orvault, Saint-Herblain, Nantes. - Stations du Tramway de Nantes et gares desservies : Le Cardo, Place du Cirque, Hôtel Dieu, Gare de Nantes, Beauséjour. |                                                              |                                                              |                                                              |                                                              |                                                              |                                                              |                                                              |                                                              |
| 322     | Autre : - Amplitudes horaires : La ligne circule du lundi au vendredi de 6 h 40 à 19 h 20. - Particularité : certains services sont directs - Date de dernière mise à jour : 1er septembre 2021. |                                                              |                                                              |                                                              |                                                              |                                                              |                                                              |                                                              |                                                              |
| 322     | Dernière actualisation : — |                                                              |                                                              |                                                              |                                                              |                                                              |                                                              |                                                              |                                                              |
| 324     | Treillières ⥋ Orvault | Treillières ⥋ Orvault                                        | Treillières ⥋ Orvault                                        | Treillières ⥋ Orvault                                        | Treillières ⥋ Orvault                                        | Treillières ⥋ Orvault                                        | Treillières ⥋ Orvault                                        | Treillières ⥋ Orvault                                        | Treillières ⥋ Orvault                                        |
| 324     | Ouverture / Fermeture — / — | Longueur —                                                   | Durée —                                                      | Nb. d’arrêts —                                               | Matériel —                                                   | Jours de fonctionnement L, Ma, Me, J, V, S                   | Jour / Soir / Nuit / Fêtes O / N / N / N                     | Voy. / an —                                                  | Exploitant Keolis Atlantique                                 |
| 324     | Desserte : - Villes et lieux desservis : Treillières, Orvault. - Stations du Tramway de Nantes : Le Cardo |                                                              |                                                              |                                                              |                                                              |                                                              |                                                              |                                                              |                                                              |
| 324     | Autre : - Amplitudes horaires : La ligne circule du lundi au vendredi de 7 h à 19 h et le samedi de 13 h à 18 h. - Date de dernière mise à jour : 1er septembre 2021. |                                                              |                                                              |                                                              |                                                              |                                                              |                                                              |                                                              |                                                              |
| 324     | Dernière actualisation : — |                                                              |                                                              |                                                              |                                                              |                                                              |                                                              |                                                              |                                                              |
| 330     | Divatte-sur-Loire ⥋ Nantes Boulevard de Doulon | Divatte-sur-Loire ⥋ Nantes Boulevard de Doulon               | Divatte-sur-Loire ⥋ Nantes Boulevard de Doulon               | Divatte-sur-Loire ⥋ Nantes Boulevard de Doulon               | Divatte-sur-Loire ⥋ Nantes Boulevard de Doulon               | Divatte-sur-Loire ⥋ Nantes Boulevard de Doulon               | Divatte-sur-Loire ⥋ Nantes Boulevard de Doulon               | Divatte-sur-Loire ⥋ Nantes Boulevard de Doulon               | Divatte-sur-Loire ⥋ Nantes Boulevard de Doulon               |
| 330     | Ouverture / Fermeture — / — | Longueur —                                                   | Durée —                                                      | Nb. d’arrêts —                                               | Matériel —                                                   | Jours de fonctionnement L, Ma, Me, J, V, S                   | Jour / Soir / Nuit / Fêtes O / N / N / N                     | Voy. / an —                                                  | Exploitants Autocars Groussin Voyages Lefort                 |
| 330     | Desserte : - Villes et lieux desservis : Divatte-sur-Loire, Le Loroux-Bottereau, Saint-Julien-de-Concelles, Nantes. - Stations du Tramway de Nantes : Mairie de Doulon, Boulevard de Doulon. |                                                              |                                                              |                                                              |                                                              |                                                              |                                                              |                                                              |                                                              |
| 330     | Autre : - Amplitudes horaires : La ligne circule du lundi au vendredi de 6 h 40 à 19 h 20 et le samedi de 7 h à 19 h 20. - Date de dernière mise à jour : 1er septembre 2021. |                                                              |                                                              |                                                              |                                                              |                                                              |                                                              |                                                              |                                                              |
| 330     | Dernière actualisation : — |                                                              |                                                              |                                                              |                                                              |                                                              |                                                              |                                                              |                                                              |
| 331     | La Regrippière ⥋ Nantes Pirmil | La Regrippière ⥋ Nantes Pirmil                               | La Regrippière ⥋ Nantes Pirmil                               | La Regrippière ⥋ Nantes Pirmil                               | La Regrippière ⥋ Nantes Pirmil                               | La Regrippière ⥋ Nantes Pirmil                               | La Regrippière ⥋ Nantes Pirmil                               | La Regrippière ⥋ Nantes Pirmil                               | La Regrippière ⥋ Nantes Pirmil                               |
| 331     | Ouverture / Fermeture — / — | Longueur —                                                   | Durée —                                                      | Nb. d’arrêts —                                               | Matériel —                                                   | Jours de fonctionnement L, Ma, Me, J, V, S                   | Jour / Soir / Nuit / Fêtes O / N / N / N                     | Voy. / an —                                                  | Exploitant Voyages Lefort                                    |
| 331     | Desserte : - Villes et lieux desservis : La Regrippière, Vallet, Mouzillon, La Chapelle-Heulin, Haute-Goulaine, Basse-Goulaine, Vertou, Saint-Sébastien-sur-Loire, Nantes. - Stations du Tramway de Nantes et gares desservies : Gare de Vertou, Pirmil. |                                                              |                                                              |                                                              |                                                              |                                                              |                                                              |                                                              |                                                              |
| 331     | Autre : - Amplitudes horaires : La ligne circule du lundi au samedi de 6 h 30 à 20 h. - Date de dernière mise à jour : 1er septembre 2021. |                                                              |                                                              |                                                              |                                                              |                                                              |                                                              |                                                              |                                                              |
| 331     | Dernière actualisation : — |                                                              |                                                              |                                                              |                                                              |                                                              |                                                              |                                                              |                                                              |
| 332     | Château-Thébaud ⥋ Vertou | Château-Thébaud ⥋ Vertou                                     | Château-Thébaud ⥋ Vertou                                     | Château-Thébaud ⥋ Vertou                                     | Château-Thébaud ⥋ Vertou                                     | Château-Thébaud ⥋ Vertou                                     | Château-Thébaud ⥋ Vertou                                     | Château-Thébaud ⥋ Vertou                                     | Château-Thébaud ⥋ Vertou                                     |
| 332     | Ouverture / Fermeture — / — | Longueur —                                                   | Durée —                                                      | Nb. d’arrêts —                                               | Matériel —                                                   | Jours de fonctionnement L, Ma, Me, J, V, S                   | Jour / Soir / Nuit / Fêtes O / N / N / N                     | Voy. / an —                                                  | Exploitant Voyages Lefort                                    |
| 332     | Desserte : - Villes et lieux desservis : Château-Thébaud, Saint-Fiacre-sur-Maine, Vertou. |                                                              |                                                              |                                                              |                                                              |                                                              |                                                              |                                                              |                                                              |
| 332     | Autre : - Amplitudes horaires : La ligne circule du lundi au vendredi de 6 h 50 à 19 h 20 et le samedi de 19 h 15 à 19 h 20. - Date de dernière mise à jour : 1er septembre 2021. |                                                              |                                                              |                                                              |                                                              |                                                              |                                                              |                                                              |                                                              |
| 332     | Dernière actualisation : — |                                                              |                                                              |                                                              |                                                              |                                                              |                                                              |                                                              |                                                              |
| 333     | La Boissière-du-Doré ⥋ Nantes Bourdonnières | La Boissière-du-Doré ⥋ Nantes Bourdonnières                  | La Boissière-du-Doré ⥋ Nantes Bourdonnières                  | La Boissière-du-Doré ⥋ Nantes Bourdonnières                  | La Boissière-du-Doré ⥋ Nantes Bourdonnières                  | La Boissière-du-Doré ⥋ Nantes Bourdonnières                  | La Boissière-du-Doré ⥋ Nantes Bourdonnières                  | La Boissière-du-Doré ⥋ Nantes Bourdonnières                  | La Boissière-du-Doré ⥋ Nantes Bourdonnières                  |
| 333     | Ouverture / Fermeture — / — | Longueur —                                                   | Durée —                                                      | Nb. d’arrêts —                                               | Matériel —                                                   | Jours de fonctionnement L, Ma, Me, J, V, S                   | Jour / Soir / Nuit / Fêtes O / N / N / N                     | Voy. / an —                                                  | Exploitants Autocars Groussin Voyages Lefort                 |
| 333     | Desserte : - Villes et lieux desservis : La Boissière-du-Doré, La Remaudière, Le Landreau, La Varenne, Divatte-sur-Loire, Le Loroux-Bottereau, Saint-Julien-de-Concelles, Basse-Goulaine, Vertou, Saint-Sébastien-sur-Loire, Nantes. - Gares desservies : Gare de Vertou |                                                              |                                                              |                                                              |                                                              |                                                              |                                                              |                                                              |                                                              |
| 333     | Autre : - Amplitudes horaires : La ligne circule du lundi au samedi de 6 h 20 à 20 h 40. - Particularité : certains trajets sont disponibles uniquement à la demande, sur résevation préalable. - Date de dernière mise à jour : 1er septembre 2021. |                                                              |                                                              |                                                              |                                                              |                                                              |                                                              |                                                              |                                                              |
| 333     | Dernière actualisation : — |                                                              |                                                              |                                                              |                                                              |                                                              |                                                              |                                                              |                                                              |
| 344     | Châteaubriant ⥋ Saint-Nazaire Gare SNCF | Châteaubriant ⥋ Saint-Nazaire Gare SNCF                      | Châteaubriant ⥋ Saint-Nazaire Gare SNCF                      | Châteaubriant ⥋ Saint-Nazaire Gare SNCF                      | Châteaubriant ⥋ Saint-Nazaire Gare SNCF                      | Châteaubriant ⥋ Saint-Nazaire Gare SNCF                      | Châteaubriant ⥋ Saint-Nazaire Gare SNCF                      | Châteaubriant ⥋ Saint-Nazaire Gare SNCF                      | Châteaubriant ⥋ Saint-Nazaire Gare SNCF                      |
| 344     | Ouverture / Fermeture — / — | Longueur —                                                   | Durée —                                                      | Nb. d’arrêts —                                               | Matériel —                                                   | Jours de fonctionnement L, Ma, Me, J, V, S                   | Jour / Soir / Nuit / Fêtes O / N / N / N                     | Voy. / an —                                                  | Exploitant Keolis Atlantique                                 |
| 344     | Desserte : - Villes desservies : Châteaubriant, Louisfert, Saint-Vincent-des-Landes, Treffieux, Nozay, La Grigonnais, Blain, Bouvron, Campbon, La Chapelle-Launay, Savenay, Prinquiau, Donges, Montoir-de-Bretagne, Trignac, Saint-Nazaire. - Gares desservies : Gare de Châteaubriant, Gare de Savenay, Gare de Saint-Nazaire. |                                                              |                                                              |                                                              |                                                              |                                                              |                                                              |                                                              |                                                              |
| 344     | Autre : - Amplitudes horaires : La ligne circule du lundi au vendredi de 5 h 30 à 20 h 35 et le samedi de 13 h 55 à 19 h 15. - Date de dernière mise à jour : 1er septembre 2021. |                                                              |                                                              |                                                              |                                                              |                                                              |                                                              |                                                              |                                                              |
| 344     | Dernière actualisation : — |                                                              |                                                              |                                                              |                                                              |                                                              |                                                              |                                                              |                                                              |
| 346     | Vallons-de-l'Erdre (Saint-Mars-la-Jaille) ⥋ Nantes Gare SNCF | Vallons-de-l'Erdre (Saint-Mars-la-Jaille) ⥋ Nantes Gare SNCF | Vallons-de-l'Erdre (Saint-Mars-la-Jaille) ⥋ Nantes Gare SNCF | Vallons-de-l'Erdre (Saint-Mars-la-Jaille) ⥋ Nantes Gare SNCF | Vallons-de-l'Erdre (Saint-Mars-la-Jaille) ⥋ Nantes Gare SNCF | Vallons-de-l'Erdre (Saint-Mars-la-Jaille) ⥋ Nantes Gare SNCF | Vallons-de-l'Erdre (Saint-Mars-la-Jaille) ⥋ Nantes Gare SNCF | Vallons-de-l'Erdre (Saint-Mars-la-Jaille) ⥋ Nantes Gare SNCF | Vallons-de-l'Erdre (Saint-Mars-la-Jaille) ⥋ Nantes Gare SNCF |
| 346     | Ouverture / Fermeture — / — | Longueur —                                                   | Durée —                                                      | Nb. d’arrêts —                                               | Matériel —                                                   | Jours de fonctionnement L, Ma, Me, J, V, S                   | Jour / Soir / Nuit / Fêtes O / N / N / N                     | Voy. / an —                                                  | Exploitant Keolis Atlantique                                 |
| 346     | Desserte : - Villes et lieux desservis : Vallons-de-l'Erdre, Pannecé, Pouillé-les-Coteaux, Mésanger, Couffé, Le Cellier, Sainte-Luce-sur-Loire, Nantes. - Stations du Tramway de Nantes et gares desservies : Gare de Haluchère-Batignolles, Place du Cirque, Hôtel-Dieu, Gare de Nantes. |                                                              |                                                              |                                                              |                                                              |                                                              |                                                              |                                                              |                                                              |
| 346     | Autre : - Amplitudes horaires : La ligne circule du lundi au vendredi de 6 h 15 à 19 h 20 et le samedi de 8 h 15 à 19 h 10. - Date de dernière mise à jour : 1er septembre 2021. |                                                              |                                                              |                                                              |                                                              |                                                              |                                                              |                                                              |                                                              |
| 346     | Dernière actualisation : — |                                                              |                                                              |                                                              |                                                              |                                                              |                                                              |                                                              |                                                              |
| 347     | Casson ⥋ Gare de Sucé-sur-Erdre | Casson ⥋ Gare de Sucé-sur-Erdre                              | Casson ⥋ Gare de Sucé-sur-Erdre                              | Casson ⥋ Gare de Sucé-sur-Erdre                              | Casson ⥋ Gare de Sucé-sur-Erdre                              | Casson ⥋ Gare de Sucé-sur-Erdre                              | Casson ⥋ Gare de Sucé-sur-Erdre                              | Casson ⥋ Gare de Sucé-sur-Erdre                              | Casson ⥋ Gare de Sucé-sur-Erdre                              |
| 347     | Ouverture / Fermeture — / — | Longueur —                                                   | Durée —                                                      | Nb. d’arrêts —                                               | Matériel —                                                   | Jours de fonctionnement L, Ma, Me, J, V                      | Jour / Soir / Nuit / Fêtes O / N / N / N                     | Voy. / an —                                                  | Exploitant Transports Brodu                                  |
| 347     | Desserte : - Villes et lieux desservis : Casson, Sucé-sur-Erdre. - Gares desservies : Gare de Sucé-sur-Erdre. |                                                              |                                                              |                                                              |                                                              |                                                              |                                                              |                                                              |                                                              |
| 347     | Autre : - Amplitudes horaires : La ligne circule du lundi au vendredi de 6 h à 19 h 30. - Date de dernière mise à jour : 1er septembre 2021. |                                                              |                                                              |                                                              |                                                              |                                                              |                                                              |                                                              |                                                              |
| 347     | Dernière actualisation : — |                                                              |                                                              |                                                              |                                                              |                                                              |                                                              |                                                              |                                                              |
| 348     | La Meilleraye-de-Bretagne ⥋ Nantes Gare SNCF | La Meilleraye-de-Bretagne ⥋ Nantes Gare SNCF                 | La Meilleraye-de-Bretagne ⥋ Nantes Gare SNCF                 | La Meilleraye-de-Bretagne ⥋ Nantes Gare SNCF                 | La Meilleraye-de-Bretagne ⥋ Nantes Gare SNCF                 | La Meilleraye-de-Bretagne ⥋ Nantes Gare SNCF                 | La Meilleraye-de-Bretagne ⥋ Nantes Gare SNCF                 | La Meilleraye-de-Bretagne ⥋ Nantes Gare SNCF                 | La Meilleraye-de-Bretagne ⥋ Nantes Gare SNCF                 |
| 348     | Ouverture / Fermeture — / — | Longueur —                                                   | Durée —                                                      | Nb. d’arrêts —                                               | Matériel —                                                   | Jours de fonctionnement L, Ma, Me, J, V, S, D                | Jour / Soir / Nuit / Fêtes O / N / N / O                     | Voy. / an —                                                  | Exploitant Keolis Atlantique                                 |
| 348     | Desserte : - Villes et lieux desservis : La Meilleraye-de-Bretagne, Joué-sur-Erdre, Les Touches, Nort-sur-Erdre, Petit-Mars, Saint-Mars-du-Désert, Carquefou, Nantes. - Stations du Tramway de Nantes et gares desservies : Recteur Schmitt, Petit Port, Michelet, Halvêque, Gare de Haluchère-Batignolles, Mairie de Doulon, Place du Cirque, Hôtel-Dieu, Gare de Nantes. |                                                              |                                                              |                                                              |                                                              |                                                              |                                                              |                                                              |                                                              |
| 348     | Autre : - Amplitudes horaires : La ligne circule du lundi au vendredi de 6 h 10 à 20 h 20, le samedi de 7 h 15 à 20 h 20 et le dimanche de 18 h 10 à 20 h 15. - Particularités : - Seuls deux cars par jour desservent le tronçon La Meilleraye-de-Bretagne ↔ Petit-Mars. - Le tronçon Haluchère-Batignolles ↔ Gare de Nantes n'est desservi que le dimanche. - Date de dernière mise à jour : 1er septembre 2021.                                                                                              |                                                              |                                                              |                                                              |                                                              |                                                              |                                                              |                                                              |                                                              |
| 348     | Dernière actualisation : — |                                                              |                                                              |                                                              |                                                              |                                                              |                                                              |                                                              |                                                              |
| 349     | Trans-sur-Erdre ⥋ Gare de Nort-sur-Erdre | Trans-sur-Erdre ⥋ Gare de Nort-sur-Erdre                     | Trans-sur-Erdre ⥋ Gare de Nort-sur-Erdre                     | Trans-sur-Erdre ⥋ Gare de Nort-sur-Erdre                     | Trans-sur-Erdre ⥋ Gare de Nort-sur-Erdre                     | Trans-sur-Erdre ⥋ Gare de Nort-sur-Erdre                     | Trans-sur-Erdre ⥋ Gare de Nort-sur-Erdre                     | Trans-sur-Erdre ⥋ Gare de Nort-sur-Erdre                     | Trans-sur-Erdre ⥋ Gare de Nort-sur-Erdre                     |
| 349     | Ouverture / Fermeture — / — | Longueur —                                                   | Durée —                                                      | Nb. d’arrêts —                                               | Matériel —                                                   | Jours de fonctionnement L, Ma, Me, J, V                      | Jour / Soir / Nuit / Fêtes O / N / N / N                     | Voy. / an —                                                  | Exploitant Keolis Atlantique                                 |
| 349     | Desserte : - Villes et lieux desservis : Trans-sur-Erdre, Joué-sur-Erdre, Les Touches, Nort-sur-Erdre. - Gares desservies : Gare de Nort-sur-Erdre. |                                                              |                                                              |                                                              |                                                              |                                                              |                                                              |                                                              |                                                              |
| 349     | Autre : - Amplitudes horaires : La ligne circule du lundi au vendredi de 5 h 45 à 19 h 45. - Date de dernière mise à jour : 1er septembre 2021. |                                                              |                                                              |                                                              |                                                              |                                                              |                                                              |                                                              |                                                              |
| 349     | Dernière actualisation : — |                                                              |                                                              |                                                              |                                                              |                                                              |                                                              |                                                              |                                                              |
| 350     | Savenay ⥋ Nantes Gare SNCF | Savenay ⥋ Nantes Gare SNCF                                   | Savenay ⥋ Nantes Gare SNCF                                   | Savenay ⥋ Nantes Gare SNCF                                   | Savenay ⥋ Nantes Gare SNCF                                   | Savenay ⥋ Nantes Gare SNCF                                   | Savenay ⥋ Nantes Gare SNCF                                   | Savenay ⥋ Nantes Gare SNCF                                   | Savenay ⥋ Nantes Gare SNCF                                   |
| 350     | Ouverture / Fermeture — / — | Longueur —                                                   | Durée —                                                      | Nb. d’arrêts —                                               | Matériel —                                                   | Jours de fonctionnement L, Ma, Me, J, V, S                   | Jour / Soir / Nuit / Fêtes O / N / N / N                     | Voy. / an —                                                  | Exploitant Keolis Atlantique                                 |
| 350     | Desserte : - Villes et lieux desservis : Savenay, Malville, Cordemais, Saint-Étienne-de-Montluc, Couëron, Saint-Herblain, Nantes. - Stations du Tramway de Nantes et gares desservies : Gare de Savenay, Gare de Cordemais, Gare de Saint-Étienne-de-Montluc, François Mitterrand, Hôtel-Dieu, Gare de Nantes. |                                                              |                                                              |                                                              |                                                              |                                                              |                                                              |                                                              |                                                              |
| 350     | Autre : - Amplitudes horaires : La ligne circule du lundi au vendredi de 6 h 45 à 19 h 35 et le samedi de 12 h 5 à 19 h 35. - Date de dernière mise à jour : 1er septembre 2021. |                                                              |                                                              |                                                              |                                                              |                                                              |                                                              |                                                              |                                                              |
| 350     | Dernière actualisation : — |                                                              |                                                              |                                                              |                                                              |                                                              |                                                              |                                                              |                                                              |
| 359     | Saint-Étienne-de-Montluc ⥋ Nantes Beauséjour | Saint-Étienne-de-Montluc ⥋ Nantes Beauséjour                 | Saint-Étienne-de-Montluc ⥋ Nantes Beauséjour                 | Saint-Étienne-de-Montluc ⥋ Nantes Beauséjour                 | Saint-Étienne-de-Montluc ⥋ Nantes Beauséjour                 | Saint-Étienne-de-Montluc ⥋ Nantes Beauséjour                 | Saint-Étienne-de-Montluc ⥋ Nantes Beauséjour                 | Saint-Étienne-de-Montluc ⥋ Nantes Beauséjour                 | Saint-Étienne-de-Montluc ⥋ Nantes Beauséjour                 |
| 359     | Ouverture / Fermeture — / — | Longueur —                                                   | Durée —                                                      | Nb. d’arrêts —                                               | Matériel —                                                   | Jours de fonctionnement L, Ma, Me, J, V, S                   | Jour / Soir / Nuit / Fêtes O / N / N / N                     | Voy. / an —                                                  | Exploitant Keolis Atlantique                                 |
| 359     | Desserte : - Villes et lieux desservis : Saint-Étienne-de-Montluc, Saint-Herblain, Orvault, Nantes. - Stations du Tramway de Nantes et gares desservies : Gare de Saint-Étienne-de-Montluc, Orvault-Morlière, Beauséjour. |                                                              |                                                              |                                                              |                                                              |                                                              |                                                              |                                                              |                                                              |
| 359     | Autre : - Amplitudes horaires : La ligne circule du lundi au vendredi de 7 h à 19 h et le samedi de 8 h à 8 h 45. - Date de dernière mise à jour : 1er septembre 2021. |                                                              |                                                              |                                                              |                                                              |                                                              |                                                              |                                                              |                                                              |
| 359     | Dernière actualisation : — |                                                              |                                                              |                                                              |                                                              |                                                              |                                                              |                                                              |                                                              |
| 360     | Vallons-de-l'Erdre (Saint-Mars-la-Jaille) ⥋ Nantes Gare SNCF | Vallons-de-l'Erdre (Saint-Mars-la-Jaille) ⥋ Nantes Gare SNCF | Vallons-de-l'Erdre (Saint-Mars-la-Jaille) ⥋ Nantes Gare SNCF | Vallons-de-l'Erdre (Saint-Mars-la-Jaille) ⥋ Nantes Gare SNCF | Vallons-de-l'Erdre (Saint-Mars-la-Jaille) ⥋ Nantes Gare SNCF | Vallons-de-l'Erdre (Saint-Mars-la-Jaille) ⥋ Nantes Gare SNCF | Vallons-de-l'Erdre (Saint-Mars-la-Jaille) ⥋ Nantes Gare SNCF | Vallons-de-l'Erdre (Saint-Mars-la-Jaille) ⥋ Nantes Gare SNCF | Vallons-de-l'Erdre (Saint-Mars-la-Jaille) ⥋ Nantes Gare SNCF |
| 360     | Ouverture / Fermeture — / — | Longueur —                                                   | Durée —                                                      | Nb. d’arrêts —                                               | Matériel —                                                   | Jours de fonctionnement L, Ma, Me, J, V, S                   | Jour / Soir / Nuit / Fêtes O / N / N / N                     | Voy. / an —                                                  | Exploitant Keolis Atlantique                                 |
| 360     | Desserte : - Villes et lieux desservis : Vallons-de-l'Erdre, Riaillé, Pannecé, Teillé, Mouzeil, Ligné, Saint-Mars-du-Désert, Carquefou, Sainte-Luce-sur-Loire, Nantes. - Stations du Tramway de Nantes et gares desservies : Gare de Haluchère-Batignolles, Michelet, Talensac, Place du Cirque, Hôtel-Dieu, Gare de Nantes. |                                                              |                                                              |                                                              |                                                              |                                                              |                                                              |                                                              |                                                              |
| 360     | Autre : - Amplitudes horaires : La ligne circule du lundi au vendredi de 5 h 25 à 20 h 10 et le samedi de 6 h 20 à 20 h 10. - Date de dernière mise à jour : 1er septembre 2021. |                                                              |                                                              |                                                              |                                                              |                                                              |                                                              |                                                              |                                                              |
| 360     | Dernière actualisation : — |                                                              |                                                              |                                                              |                                                              |                                                              |                                                              |                                                              |                                                              |
| 362     | Vieillevigne ⥋ Nantes Pirmil | Vieillevigne ⥋ Nantes Pirmil                                 | Vieillevigne ⥋ Nantes Pirmil                                 | Vieillevigne ⥋ Nantes Pirmil                                 | Vieillevigne ⥋ Nantes Pirmil                                 | Vieillevigne ⥋ Nantes Pirmil                                 | Vieillevigne ⥋ Nantes Pirmil                                 | Vieillevigne ⥋ Nantes Pirmil                                 | Vieillevigne ⥋ Nantes Pirmil                                 |
| 362     | Ouverture / Fermeture — / — | Longueur —                                                   | Durée —                                                      | Nb. d’arrêts —                                               | Matériel —                                                   | Jours de fonctionnement L, Ma, Me, J, V, S                   | Jour / Soir / Nuit / Fêtes O / N / N / N                     | Voy. / an —                                                  | Exploitant Voyages Lefort                                    |
| 362     | Desserte : - Villes et lieux desservis : Vieillevigne, La Planche, Geneston, Montbert, Le Bignon, Les Sorinières, Rezé, Nantes, Saint-Sébastien-sur-Loire. - Stations du Tramway de Nantes et gares desservies : Gare de Rezé-Pont-Rousseau, Pirmil, Espace Diderot. |                                                              |                                                              |                                                              |                                                              |                                                              |                                                              |                                                              |                                                              |
| 362     | Autre : - Amplitudes horaires : La ligne circule du lundi au vendredi de 6 h 5 à 20 h et le samedi de 6 h 25 à 20 h. - Date de dernière mise à jour : 1er septembre 2021. |                                                              |                                                              |                                                              |                                                              |                                                              |                                                              |                                                              |                                                              |
| 362     | Dernière actualisation : — |                                                              |                                                              |                                                              |                                                              |                                                              |                                                              |                                                              |                                                              |
| 370     | Les Herbiers (Vendée) ⥋ Nantes Gare SNCF | Les Herbiers (Vendée) ⥋ Nantes Gare SNCF                     | Les Herbiers (Vendée) ⥋ Nantes Gare SNCF                     | Les Herbiers (Vendée) ⥋ Nantes Gare SNCF                     | Les Herbiers (Vendée) ⥋ Nantes Gare SNCF                     | Les Herbiers (Vendée) ⥋ Nantes Gare SNCF                     | Les Herbiers (Vendée) ⥋ Nantes Gare SNCF                     | Les Herbiers (Vendée) ⥋ Nantes Gare SNCF                     | Les Herbiers (Vendée) ⥋ Nantes Gare SNCF                     |
| 370     | Ouverture / Fermeture septembre 2022 / — | Longueur —                                                   | Durée —                                                      | Nb. d’arrêts —                                               | Matériel —                                                   | Jours de fonctionnement L, Ma, Me, J, V, S                   | Jour / Soir / Nuit / Fêtes O / N / N / N                     | Voy. / an —                                                  | Exploitant Sovetours Hervouet France STAO PL                 |
| 370     | Desserte : - Villes et lieux desservis : Les Herbiers, Beaurepaire, Bazoges-en-Paillers, La Boissière-de-Montaigu, Treize-Septiers, Montaigu-Vendée, Maisdon-sur-Sèvre, Saint-Lumine-de-Clisson, Remouillé, Aigrefeuille-sur-Maine, Montbert, Le Bignon, Saint-Sébastien-sur-Loire, Nantes - Stations du Tramway de Nantes et gares desservies : Gare de Nantes, Hôtel Dieu, Pirmil, Gare de Montaigu. |                                                              |                                                              |                                                              |                                                              |                                                              |                                                              |                                                              |                                                              |
| 370     | Autre : - Amplitudes horaires : La ligne circule du lundi au vendredi de 5 h 55 à 20 h 55 et le samedi de 7 h à 19 h 15. - Particularités : créée en septembre 2022 en reprenant l'itinéraire de la ligne 70 et en y intégrant la ligne 304 et la section en Loire-Atlantique de la ligne 90 |                                                              |                                                              |                                                              |                                                              |                                                              |                                                              |                                                              |                                                              |
| 370     | Dernière actualisation : — |                                                              |                                                              |                                                              |                                                              |                                                              |                                                              |                                                              |                                                              |
| 371     | Guémené-Penfao ⥋ Nantes Gare SNCF | Guémené-Penfao ⥋ Nantes Gare SNCF                            | Guémené-Penfao ⥋ Nantes Gare SNCF                            | Guémené-Penfao ⥋ Nantes Gare SNCF                            | Guémené-Penfao ⥋ Nantes Gare SNCF                            | Guémené-Penfao ⥋ Nantes Gare SNCF                            | Guémené-Penfao ⥋ Nantes Gare SNCF                            | Guémené-Penfao ⥋ Nantes Gare SNCF                            | Guémené-Penfao ⥋ Nantes Gare SNCF                            |
| 371     | Ouverture / Fermeture — / — | Longueur —                                                   | Durée —                                                      | Nb. d’arrêts —                                               | Matériel —                                                   | Jours de fonctionnement L, Ma, Me, J, V, S, D                | Jour / Soir / Nuit / Fêtes O / N / N / O                     | Voy. / an —                                                  | Exploitant Keolis Atlantique                                 |
| 371     | Desserte : - Villes et lieux desservis : Guémené-Penfao, Plessé, Le Gâvre, Blain, Bouvron, Fay-de-Bretagne, Notre-Dame-des-Landes, Vigneux-de-Bretagne, Orvault, Nantes. - Stations du Tramway de Nantes et gares desservies : Orvault-Morlière, Beauséjour, Talensac, Place du Cirque, Hôtel-Dieu, Gare de Nantes. |                                                              |                                                              |                                                              |                                                              |                                                              |                                                              |                                                              |                                                              |
| 371     | Autre : - Amplitudes horaires : La ligne circule du lundi au vendredi de 6 h 15 à 19 h 50, le samedi de 8 h 30 à 20 h 5, et le dimanche de 10 h 25 à 19 h 5. - Particularité : le tronçon entre Blain et Guémené-Penfao n'est desservi que le dimanche et les jours fériés. - Date de dernière mise à jour : 1er septembre 2021. |                                                              |                                                              |                                                              |                                                              |                                                              |                                                              |                                                              |                                                              |
| 371     | Dernière actualisation : — |                                                              |                                                              |                                                              |                                                              |                                                              |                                                              |                                                              |                                                              |
| 380     | Rocheservière (Vendée) ⥋ Nantes Gare SNCF | Rocheservière (Vendée) ⥋ Nantes Gare SNCF                    | Rocheservière (Vendée) ⥋ Nantes Gare SNCF                    | Rocheservière (Vendée) ⥋ Nantes Gare SNCF                    | Rocheservière (Vendée) ⥋ Nantes Gare SNCF                    | Rocheservière (Vendée) ⥋ Nantes Gare SNCF                    | Rocheservière (Vendée) ⥋ Nantes Gare SNCF                    | Rocheservière (Vendée) ⥋ Nantes Gare SNCF                    | Rocheservière (Vendée) ⥋ Nantes Gare SNCF                    |
| 380     | Ouverture / Fermeture septembre 2022 / — | Longueur —                                                   | Durée —                                                      | Nb. d’arrêts —                                               | Matériel —                                                   | Jours de fonctionnement L, Ma, Me, J, V, S                   | Jour / Soir / Nuit / Fêtes O / N / N / N                     | Voy. / an —                                                  | Exploitant Sovetours                                         |
| 380     | Desserte : - Villes et lieux desservis : Rocheservière, Saint-Philbert-de-Bouaine, Geneston, Le Bignon, Pont-Saint-Martin, Les Sorinières, Rezé, Nantes - Stations du Tramway de Nantes et gares desservies : Gare de Nantes, Hôtel Dieu, Pirmil. |                                                              |                                                              |                                                              |                                                              |                                                              |                                                              |                                                              |                                                              |
| 380     | Autre : - Amplitudes horaires : La ligne circule du lundi au vendredi de 6 h 25 à 19 h 20 (21 h le vendredi) et le samedi de 6 h 25 à 17 h 50. - Particularités : créée en septembre 2022 en reprenant la section en Loire-Atlantique de la ligne 80 |                                                              |                                                              |                                                              |                                                              |                                                              |                                                              |                                                              |                                                              |
| 380     | Dernière actualisation : — |                                                              |                                                              |                                                              |                                                              |                                                              |                                                              |                                                              |                                                              |
| T5      | Saint-Nazaire Gare SNCF ⥋ Redon / Missillac / Guenrouët | Saint-Nazaire Gare SNCF ⥋ Redon / Missillac / Guenrouët      | Saint-Nazaire Gare SNCF ⥋ Redon / Missillac / Guenrouët      | Saint-Nazaire Gare SNCF ⥋ Redon / Missillac / Guenrouët      | Saint-Nazaire Gare SNCF ⥋ Redon / Missillac / Guenrouët      | Saint-Nazaire Gare SNCF ⥋ Redon / Missillac / Guenrouët      | Saint-Nazaire Gare SNCF ⥋ Redon / Missillac / Guenrouët      | Saint-Nazaire Gare SNCF ⥋ Redon / Missillac / Guenrouët      | Saint-Nazaire Gare SNCF ⥋ Redon / Missillac / Guenrouët      |
| T5      | Ouverture / Fermeture 3 septembre 2012 / — | Longueur —                                                   | Durée —                                                      | Nb. d’arrêts —                                               | Matériel —                                                   | Jours de fonctionnement L, Ma, Me, J, V, S, D                | Jour / Soir / Nuit / Fêtes O / N / N / O                     | Voy. / an —                                                  | Exploitant Keolis Atlantique CAT                             |
| T5      | Desserte : - Villes et lieux desservis : Saint-Nazaire, Trignac, Donges, Besné, Pontchâteau, Drefféac, Saint-Gildas-des-Bois, Sévérac, Fégréac, Saint-Nicolas-de-Redon, Redon, Crossac, Sainte-Reine-de-Bretagne, Missillac, Sainte-Anne-sur-Brivet, Quilly, Guenrouët - Gares desservies : Gare de Saint-Nazaire, Gare de Pontchâteau, Gare de Sévérac, Gare de Redon |                                                              |                                                              |                                                              |                                                              |                                                              |                                                              |                                                              |                                                              |
| T5      | Autre : - Amplitudes horaires : la ligne circule du lundi au vendredi de 5 h 40 à 20 h 35, le samedi de 6 h 45 à 20 h 35 et le dimanche de 12 h 55 à 20 h 30. - Particularité : ligne mutualisée avec le réseau Ycéo : la tarification STRAN s'applique entre Saint-Nazaire et Besné |                                                              |                                                              |                                                              |                                                              |                                                              |                                                              |                                                              |                                                              |
| T5      | Dernière actualisation : — |                                                              |                                                              |                                                              |                                                              |                                                              |                                                              |                                                              |                                                              |
| T5 ESAT | Saint-Nazaire Gare SNCF ⥋ Pontchâteau ESAT | Saint-Nazaire Gare SNCF ⥋ Pontchâteau ESAT                   | Saint-Nazaire Gare SNCF ⥋ Pontchâteau ESAT                   | Saint-Nazaire Gare SNCF ⥋ Pontchâteau ESAT                   | Saint-Nazaire Gare SNCF ⥋ Pontchâteau ESAT                   | Saint-Nazaire Gare SNCF ⥋ Pontchâteau ESAT                   | Saint-Nazaire Gare SNCF ⥋ Pontchâteau ESAT                   | Saint-Nazaire Gare SNCF ⥋ Pontchâteau ESAT                   | Saint-Nazaire Gare SNCF ⥋ Pontchâteau ESAT                   |
| T5 ESAT | Ouverture / Fermeture — / — | Longueur —                                                   | Durée —                                                      | Nb. d’arrêts —                                               | Matériel —                                                   | Jours de fonctionnement L, Ma, Me, J, V                      | Jour / Soir / Nuit / Fêtes O / N / N / N                     | Voy. / an —                                                  | Exploitant Keolis Atlantique                                 |
| T5 ESAT | Desserte : - Villes et lieux desservis : Saint-Nazaire, Montoir-de-Bretagne, Donges, Besné, Pontchâteau - Gares desservies : Gare de Saint-Nazaire |                                                              |                                                              |                                                              |                                                              |                                                              |                                                              |                                                              |                                                              |
| T5 ESAT | Autre : - Amplitudes horaires : la ligne circule du lundi au vendredi de 7 h 55 à 18 h (17 h le vendredi). |                                                              |                                                              |                                                              |                                                              |                                                              |                                                              |                                                              |                                                              |
| T5 ESAT | Dernière actualisation : — |                                                              |                                                              |                                                              |                                                              |                                                              |                                                              |                                                              |                                                              |

### Anciennes lignes
| Ligne | Caractéristiques | Caractéristiques                             | Caractéristiques                             | Caractéristiques                             | Caractéristiques                             | Caractéristiques                             | Caractéristiques                             | Caractéristiques                             | Caractéristiques                             |
| 70    | Nantes Gare SNCF ⥋ Les Herbiers (Vendée) | Nantes Gare SNCF ⥋ Les Herbiers (Vendée)     | Nantes Gare SNCF ⥋ Les Herbiers (Vendée)     | Nantes Gare SNCF ⥋ Les Herbiers (Vendée)     | Nantes Gare SNCF ⥋ Les Herbiers (Vendée)     | Nantes Gare SNCF ⥋ Les Herbiers (Vendée)     | Nantes Gare SNCF ⥋ Les Herbiers (Vendée)     | Nantes Gare SNCF ⥋ Les Herbiers (Vendée)     | Nantes Gare SNCF ⥋ Les Herbiers (Vendée)     |
| ----- | --- | -------------------------------------------- | -------------------------------------------- | -------------------------------------------- | -------------------------------------------- | -------------------------------------------- | -------------------------------------------- | -------------------------------------------- | -------------------------------------------- |
| 70    | Ouverture / Fermeture — / — | Longueur —                                   | Durée —                                      | Nb. d’arrêts —                               | Matériel —                                   | Jours de fonctionnement L, Ma, Me, J, V, S   | Jour / Soir / Nuit / Fêtes O / N / N / N     | Voy. / an —                                  | Exploitant Hervouet France                   |
| 70    | Desserte : - Villes et lieux desservis : - Stations du Tramway de Nantes et gares desservies : Gare de Nantes, Hôtel Dieu, Pirmil, Gare de Montaigu. |                                              |                                              |                                              |                                              |                                              |                                              |                                              |                                              |
| 70    | Autre : - Amplitudes horaires : - Particularités : - ligne départementale commune avec le réseau Aléop en Vendée - remplacée par la ligne 370 en septembre 2022 |                                              |                                              |                                              |                                              |                                              |                                              |                                              |                                              |
| 70    | Dernière actualisation : — |                                              |                                              |                                              |                                              |                                              |                                              |                                              |                                              |
| 80    | Nantes Gare SNCF ⥋ La Roche-sur-Yon (Vendée) | Nantes Gare SNCF ⥋ La Roche-sur-Yon (Vendée) | Nantes Gare SNCF ⥋ La Roche-sur-Yon (Vendée) | Nantes Gare SNCF ⥋ La Roche-sur-Yon (Vendée) | Nantes Gare SNCF ⥋ La Roche-sur-Yon (Vendée) | Nantes Gare SNCF ⥋ La Roche-sur-Yon (Vendée) | Nantes Gare SNCF ⥋ La Roche-sur-Yon (Vendée) | Nantes Gare SNCF ⥋ La Roche-sur-Yon (Vendée) | Nantes Gare SNCF ⥋ La Roche-sur-Yon (Vendée) |
| 80    | Ouverture / Fermeture — / — | Longueur —                                   | Durée —                                      | Nb. d’arrêts —                               | Matériel —                                   | Jours de fonctionnement L, Ma, Me, J, V, S   | Jour / Soir / Nuit / Fêtes O / N / N / N     | Voy. / an —                                  | Exploitant Sovetours                         |
| 80    | Desserte : - Villes et lieux desservis : - Stations du Tramway de Nantes et gares desservies : Gare de Nantes, Hôtel Dieu, Pirmil, Gare de La Roche-sur-Yon. |                                              |                                              |                                              |                                              |                                              |                                              |                                              |                                              |
| 80    | Autre : - Amplitudes horaires : - Particularités : - ligne départementale commune avec le réseau Aléop en Vendée - remplacée en septembre 2022 par la ligne 380 sur la section en Loire-Atlantique et par la ligne 580 sur la section en Vendée |                                              |                                              |                                              |                                              |                                              |                                              |                                              |                                              |
| 80    | Dernière actualisation : — |                                              |                                              |                                              |                                              |                                              |                                              |                                              |                                              |
| 90    | Nantes Gare SNCF ⥋ La Châtaigneraie (Vendée) | Nantes Gare SNCF ⥋ La Châtaigneraie (Vendée) | Nantes Gare SNCF ⥋ La Châtaigneraie (Vendée) | Nantes Gare SNCF ⥋ La Châtaigneraie (Vendée) | Nantes Gare SNCF ⥋ La Châtaigneraie (Vendée) | Nantes Gare SNCF ⥋ La Châtaigneraie (Vendée) | Nantes Gare SNCF ⥋ La Châtaigneraie (Vendée) | Nantes Gare SNCF ⥋ La Châtaigneraie (Vendée) | Nantes Gare SNCF ⥋ La Châtaigneraie (Vendée) |
| 90    | Ouverture / Fermeture — / — | Longueur —                                   | Durée —                                      | Nb. d’arrêts —                               | Matériel —                                   | Jours de fonctionnement L, Ma, Me, J, V, S   | Jour / Soir / Nuit / Fêtes O / N / N / N     | Voy. / an —                                  | Exploitant Sovetours                         |
| 90    | Desserte : - Villes et lieux desservis : - Stations du Tramway de Nantes et gares desservies : Gare de Nantes, Hôtel Dieu, Pirmil, Gare de Montaigu, Gare de Chantonnay. |                                              |                                              |                                              |                                              |                                              |                                              |                                              |                                              |
| 90    | Autre : - Amplitudes horaires : - Particularités : - ligne départementale commune avec le réseau Aléop en Vendée - remplacée en septembre 2022 par la ligne 370 sur la section en Loire-Atlantique et par la ligne 590 sur la section en Vendée |                                              |                                              |                                              |                                              |                                              |                                              |                                              |                                              |
| 90    | Dernière actualisation : — |                                              |                                              |                                              |                                              |                                              |                                              |                                              |                                              |
| 304   | Gétigné ⥋ Nantes | Gétigné ⥋ Nantes                             | Gétigné ⥋ Nantes                             | Gétigné ⥋ Nantes                             | Gétigné ⥋ Nantes                             | Gétigné ⥋ Nantes                             | Gétigné ⥋ Nantes                             | Gétigné ⥋ Nantes                             | Gétigné ⥋ Nantes                             |
| 304   | Ouverture / Fermeture — / 8 juillet 2022 | Longueur —                                   | Durée —                                      | Nb. d’arrêts —                               | Matériel —                                   | Jours de fonctionnement L, Ma, Me, J, V, S   | Jour / Soir / Nuit / Fêtes O / N / N / N     | Voy. / an —                                  | Exploitant STAO PL                           |
| 304   | Desserte : - Villes et lieux desservis : Gétigné, Clisson, Gorges, Maisdon-sur-Sèvre, Saint-Lumine-de-Clisson, Remouillé, Aigrefeuille-sur-Maine, Château-Thébaud, Montbert, Le Bignon, Saint-Sébastien-sur-Loire, Nantes. - Stations du Tramway de Nantes et gares desservies : Gare de Clisson, Pirmil, Hôtel Dieu. |                                              |                                              |                                              |                                              |                                              |                                              |                                              |                                              |
| 304   | Autre : - Amplitudes horaires : La ligne circulait du lundi au vendredi de 6 h 10 à 19 h 5 et le samedi de 6 h 35 à 14 h. - Particularités : - Ne circulait pas l'été. - Supprimée le 8 juillet 2022 et remplacée partiellement par la ligne 370 à compter du 1er septembre 2022. |                                              |                                              |                                              |                                              |                                              |                                              |                                              |                                              |
| 304   | Dernière actualisation : — |                                              |                                              |                                              |                                              |                                              |                                              |                                              |                                              |
| C'bus | Châteaubriant ⥋ Châteaubriant | Châteaubriant ⥋ Châteaubriant                | Châteaubriant ⥋ Châteaubriant                | Châteaubriant ⥋ Châteaubriant                | Châteaubriant ⥋ Châteaubriant                | Châteaubriant ⥋ Châteaubriant                | Châteaubriant ⥋ Châteaubriant                | Châteaubriant ⥋ Châteaubriant                | Châteaubriant ⥋ Châteaubriant                |
| C'bus | Ouverture / Fermeture 2 septembre 2019 / 1 janvier 2021 | Longueur —                                   | Durée —                                      | Nb. d’arrêts —                               | Matériel minibus électriques                 | Jours de fonctionnement L, Ma, Me, J, V      | Jour / Soir / Nuit / Fêtes O / N / N / N     | Voy. / an —                                  | Exploitant Keolis Atlantique                 |
| C'bus | Desserte : - Villes et lieux desservis : Châteaubriant. - Gare desservie : Gare de Châteaubriant. |                                              |                                              |                                              |                                              |                                              |                                              |                                              |                                              |
| C'bus | Autre : - Amplitudes horaires : La ligne circulait du lundi au vendredi de 7 h 45 à 18 h 50. - Particularités : - Créé le 2 septembre 2019 en remplacement du Castelbus - Permettait la desserte interne de Châteaubriant, au départ de la gare avec 5 itinéraires différents (A, B, C, D et E) puis 4 à partir de 2020 (A, B, C et D) - Exploité avec des minibus électriques - Transféré à la Communauté de communes Châteaubriant-Derval le 1er janvier 2021. |                                              |                                              |                                              |                                              |                                              |                                              |                                              |                                              |
| C'bus | Dernière actualisation : — |                                              |                                              |                                              |                                              |                                              |                                              |                                              |                                              |